# Relaciones Estados Unidos-Kuwait
Las relaciones Estados Unidos-Kuwait son las relaciones diplomáticas entre Estados Unidos y Kuwait. Kuwait es un aliado importante extra-OTAN de los Estados Unidos.
A partir de 2013, había 5.115 estudiantes internacionales de origen kuwaití que estudiaban en los Estados Unidos, lo que representa el 0,6% de todos los extranjeros que cursan estudios superiores en los Estados Unidos.

## Historia

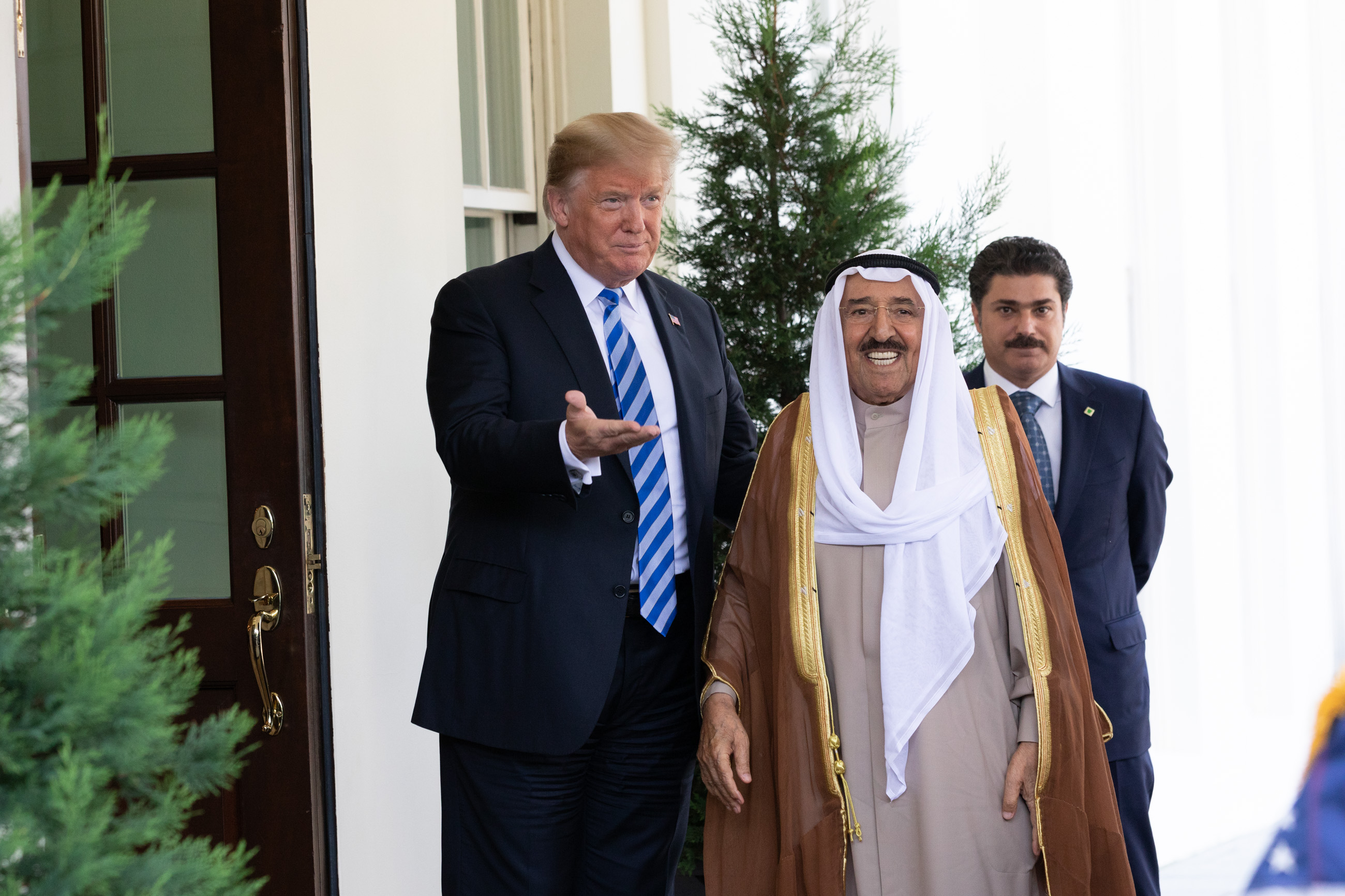
El presidente de los Estados Unidos, Donald Trump, saluda al emir de Kuwait, Sabah Al-Ahmad Al-Yaber Al-Sabah, en la Casa Blanca en 2018

Los Estados Unidos abrieron un consulado en Kuwait en octubre de 1951, que fue elevado al estado de embajada en el momento de la independencia de Kuwait 10 años después. Los Estados Unidos apoyan la soberanía, seguridad e independencia de Kuwait, así como sus esfuerzos diplomáticos multilaterales para construir una mayor cooperación entre países del CCG.
La cooperación estratégica entre los Estados Unidos y Kuwait aumentó en 1987 con la implementación de un régimen de protección marítima que garantizaba la libertad de navegación a través del Golfo Pérsico para 11 petroleros kuwaitíes que fueron reequipados con marcas de Estados Unidos.
La asociación estratégica entre EE. UU. y Kuwait se intensificó dramáticamente otra vez después de la invasión de Kuwait por Irak. Los Estados Unidos encabezaron el Consejo de Seguridad de las Naciones Unidas exige que Irak se retire de Kuwait y su autorización del uso de la fuerza, si es necesario, para eliminar las fuerzas iraquíes del país ocupado. Posteriormente, Estados Unidos desempeñó un papel dominante en el desarrollo de las Operaciones militares multinacionales Desert Shield y Desert Storm que liberaron a Kuwait. La relación entre EE. UU. Y Kuwait ha permanecido sólida en el período posterior a la Guerra del Golfo. Kuwait y los Estados Unidos trabajaron diariamente para monitorear y hacer cumplir el cumplimiento de Irak de las resoluciones del Consejo de Seguridad de la ONU.
Desde la liberación de Kuwait, los Estados Unidos han proporcionado asistencia técnica militar y de defensa a Kuwait tanto de [ventas militares extranjeras] (ventas militares extranjeras) (FMS) como de fuentes comerciales. La Oficina de Cooperación Militar de los Estados Unidos en Kuwait está adjunta a la embajada estadounidense y administra el programa FMS. Actualmente hay más de 100 contratos abiertos de FMS entre los militares de EE. UU. Y el Ministerio de Defensa de Kuwait por un total de $ 8,1 mil millones. Los principales sistemas militares de EE. UU. Que actualmente compran las Fuerzas de Defensa de Kuwait son los sistemas Misil Patriot, F-18 Hornet combatientes, el M1A2 tanque de batalla principal, AH-64D Apache helicóptero, y una importante recapitalización de la Armada de Kuwait con barcos estadounidenses.
Las actitudes kuwaitíes hacia el pueblo y los productos estadounidenses han sido favorables desde la Guerra del Golfo, con un 63% de los kuwaitíes que ven favorablemente a los Estados Unidos en 2003, una visión más positiva que la de los aliados cercanos de los Estados Unidos OTAN, como  Italia, Alemania y Francia - disminuyendo ligeramente a 46% en 2007. En 1993, Kuwait anunció públicamente el abandono de los aspectos secundarios y terciarios del boicot árabe a Israel (aquellos aspectos que afectan a las empresas estadounidenses). Actualmente, Estados Unidos es el mayor proveedor de bienes y servicios de Kuwait, y Kuwait es el quinto mercado más grande de Oriente Medio. Las exportaciones de Estados Unidos a Kuwait totalizaron $ 2,14 mil millones en 2006. Siempre que sus precios sean razonables, las empresas estadounidenses tienen una ventaja competitiva en muchas áreas que requieren tecnología avanzada, como equipos y servicios para yacimientos petrolíferos, equipos de distribución y generación de energía eléctrica, equipos de telecomunicaciones, bienes de consumo, y equipo militar.
Kuwait también es un socio importante en la campaña en curso liderada por los Estados Unidos contra el terrorismo internacional, que brinda asistencia en los ámbitos militar, diplomático e inteligencia y también apoya los esfuerzos para bloquear la financiación de los grupos terroristas. En enero de 2005, las fuerzas de los Servicios de Seguridad de Kuwait iniciaron combates con extremistas locales, lo que resultó en la muerte de ambos bandos en el primer incidente de este tipo en la historia de Kuwait.
La Embajada de los Estados Unidos en Kuwait se encuentra en el área de Bayan.